# Dypsis pinnatifrons
Dypsis pinnatifrons là loài thực vật có hoa thuộc họ Arecaceae. Loài này được Mart. mô tả khoa học đầu tiên năm 1838.